# Márki Alpár
Márki Alpár (Temesvár, 1930. február 19. – New York, USA, 1984. december 10.) erdélyi magyar botanikus, növénynemesítő, természettudományi szakíró. Márki Zoltán öccse.

## Életútja
Középiskolát a nagyenyedi Bethlen Gábor Kollégiumban végzett (1949), a Bolyai Tudományegyetem természetrajz szakán szerzett diplomát (1953), Kolozsvárt a Román Akadémia fiókjának tudományos kutatója, a természettudományok doktora (1974). Innen 1978-ban a tordai mezőgazdasági kísérleti állomáshoz helyezték át. Mivel kényszerű "gyakorlati" kihelyezése az alapkutatásokról való lemondással járt, 1983-ban az Amerikai Egyesült Államokba távozott, ahol tudományos munkássága közben sugárbetegség áldozata lett.

## Munkássága
Tanulmánya jelent meg A Magyar Autonóm Tartomány mezőgazdasági övezeteiről (Vörös Zászló, Marosvásárhely, 1957). Az akadémiai fiók román nyelvű külön füzeteiben – társszerzőként Lazányi Endrével, Kiss Istvánnal, Sebők Klárával, C. Crăciunnal, Elena Rusuval, Maria Bianu-Moreával, Constanţa Ocheşanuval – a kukorica termesztéséről (1957) s a gabonaneműk nemesítéséről (1959), utóbb a termesztett növényeket nemesítő sugárgenetikáról írt (1962-68). Társszerzője a Bukarestben megjelent Die Veränderung des photoperiodischen Verhaltens bei verschiedenen Mutanten der Sojabohne (1968) c. munkának is.
Magyar nyelvű ismeretterjesztő cikkeivel A Hét hasábjain jelentkezett. Tapasztalatait Kísérletes evolucionista kutatások c. tanulmányában a Korunk számára foglalta össze (1972/3), megállapítva, hogy a különféle gének mutációs képessége ugyan nem azonos, de mind elméletileg, mind gyakorlatilag jogosan beszélhetünk a gének megváltozási irányának valószínűségéről mutábilis színgének esetében.